# Ageo Medics 2014-2015
Questa voce raccoglie le informazioni riguardanti le Ageo Medics nella stagione 2014-2015.

## Organigramma societario
Area direttiva
- Presidente: Toshio Mamada

Area tecnica
- Allenatore: Toshiaki Yoshida
- Assistente allenatore: Keiko Hara

## Rosa
| N° | Nome               | Ruolo | Data di nascita   | Nazionalità sportiva |
| -- | ------------------ | ----- | ----------------- | -------------------- |
| 1  | Nozomi Tsuchida    | P     | 19 agosto 1986    | Giappone             |
| 2  | Sachiko Higasitani | S     | 1º gennaio 1989   | Giappone             |
| 3  | Shiho Yoshimura    | S     | 13 dicembre 1989  | Giappone             |
| 4  | Shiho Kondo        | S     | 7 agosto 1990     | Giappone             |
| 5  | Eri Takeda         | S     | 29 agosto 1990    | Giappone             |
| 6  | Saori Arita        | S     | 10 luglio 1984    | Giappone             |
| 7  | Akane Yamagishi    | L     | 8 gennaio 1991    | Giappone             |
| 8  | Mai Seki           | L     | 20 febbraio 1990  | Giappone             |
| 9  | Mami Miura         | C     | 21 luglio 1993    | Giappone             |
| 10 | Yoshika Okamoto    | C     | 30 dicembre 1991  | Giappone             |
| 11 | Kyōko Aoyagi       | S     | 16 dicembre 1991  | Giappone             |
| 12 | Erika Araki        | C     | 3 agosto 1984     | Giappone             |
| 13 | Shiori Ouchi       | P     | 16 aprile 1989    | Giappone             |
| 15 | Kelly Murphy       | S/O   | 20 ottobre 1989   | Stati Uniti          |
| 16 | Asuka Minamoto     | S     | 17 febbraio 1988  | Giappone             |
| 17 | Natsuko Ozasa      | S     | 17 giugno 1994    | Giappone             |
| 18 | Miku Benoki        | S     | 1º marzo 1996     | Giappone             |
| 19 | Yuki Araki         | S     | 22 maggio 1991    | Giappone             |
| 20 | Yuko Maruyama      | C     | 17 settembre 1989 | Giappone             |
| 22 | Yukiko Saikusa     | C     | 19 dicembre 1995  | Giappone             |
| 23 | Risa Omuro         | L     | 4 novembre 1995   | Giappone             |
| 24 | Koyomi Tominaga    | P     | 1º maggio 1989    | Giappone             |

## Mercato
| Acquisti | Acquisti        | Acquisti             | Acquisti   |
| R.       | Nome            | da                   | Modalità   |
| -------- | --------------- | -------------------- | ---------- |
| S        | Saori Arita     | Inattività           | definitivo |
| C        | Erika Araki     | Inattività           | definitivo |
| S        | Miku Benoki     | Liceo Seitoku Gakuen | definitivo |
| S        | Yuki Araki      | Pioneer Red Wings    | definitivo |
| P        | Koyomi Tominaga | Pioneer Red Wings    | definitivo |
| S/O      | Kelly Murphy    | AGIL                 | definitivo |

| Cessioni | Cessioni         | Cessioni | Cessioni |
| R.       | Nome             | a        | Modalità |
| -------- | ---------------- | -------- | -------- |
| S/O      | Nancy Meendering | -        | ritirata |

## Risultati

### Coppa dell'Imperatrice

#### Fase ad eliminazione diretta
| Secondo turno - 11 dicembre 2014 Tokyo Metropolitan Gymnasium, Tokyo    | Ageo Medics       | 3 - 0 | NIFS        | 25-19, 25-21, 25-17               |
| Quarti di finale - 12 dicembre 2014 Tokyo Metropolitan Gymnasium, Tokyo | Hisamitsu Springs | 3 - 2 | Ageo Medics | 15-25, 23-25, 25-19, 25-18, 15-11 |

### Torneo Kurowashiki

#### Fase ad gironi
| Gara ? - ? maggio 2014 Osaka Municipal Central Gymnasium, Osaka | Ageo Medics | 3 - 0 | Denso Airybees     |  |
| Gara ? - ? maggio 2014 Osaka Municipal Central Gymnasium, Osaka | Ageo Medics | 3 - 0 | Kurobe AquaFairies |  |
| Gara ? - ? maggio 2014 Osaka Municipal Central Gymnasium, Osaka | Ageo Medics | 3 - 0 | Fukuoka University |  |

#### Fase ad eliminazione diretta
| Quarti di finale - 4 maggio 2015 Osaka Municipal Central Gymnasium, Osaka | Ageo Medics | 2 - 3 | Hitachi Rivale | 25-18, 32-34, 25-20, 23-25, 16-18 |

## Statistiche

### Statistiche di squadra
| Competizione           | Punti | In casa | In casa | In casa | In trasferta | In trasferta | In trasferta | Campo neutro | Campo neutro | Campo neutro | Totale | Totale | Totale |
| Competizione           | Punti | G       | V       | P       | G            | V            | P            | G            | V            | P            | G      | V      | P      |
| ---------------------- | ----- | ------- | ------- | ------- | ------------ | ------------ | ------------ | ------------ | ------------ | ------------ | ------ | ------ | ------ |
| V.Premier League       |       |         |         |         |              |              |              |              |              |              |        |        |        |
| Coppa dell'Imperatrice | -     |         |         |         |              |              |              |              |              |              |        |        |        |
| Torneo Kurowashiki     | -     |         |         |         |              |              |              |              |              |              |        |        |        |
| Totale                 | -     |         |         |         |              |              |              |              |              |              |        |        |        |

G = partite giocate; V = partite vinte; P = partite perse

### Statistiche dei giocatori
| K. Aoyagi     |  |  |  |  |  | Statistiche assenti | Statistiche assenti | Statistiche assenti |
| E. Araki      |  |  |  |  |  | Statistiche assenti | Statistiche assenti | Statistiche assenti |
| Y. Araki      |  |  |  |  |  | Statistiche assenti | Statistiche assenti | Statistiche assenti |
| S. Arita      |  |  |  |  |  | Statistiche assenti | Statistiche assenti | Statistiche assenti |
| M. Benoki     |  |  |  |  |  | Statistiche assenti | Statistiche assenti | Statistiche assenti |
| S. Higasitani |  |  |  |  |  | Statistiche assenti | Statistiche assenti | Statistiche assenti |
| S. Kondo      |  |  |  |  |  | Statistiche assenti | Statistiche assenti | Statistiche assenti |
| Y. Maruyama   |  |  |  |  |  | Statistiche assenti | Statistiche assenti | Statistiche assenti |
| A. Minamoto   |  |  |  |  |  | Statistiche assenti | Statistiche assenti | Statistiche assenti |
| M. Miura      |  |  |  |  |  | Statistiche assenti | Statistiche assenti | Statistiche assenti |
| K. Murphy     |  |  |  |  |  | Statistiche assenti | Statistiche assenti | Statistiche assenti |
| Y. Okamoto    |  |  |  |  |  | Statistiche assenti | Statistiche assenti | Statistiche assenti |
| R. Omuro      |  |  |  |  |  | Statistiche assenti | Statistiche assenti | Statistiche assenti |
| S. Ouchi      |  |  |  |  |  | Statistiche assenti | Statistiche assenti | Statistiche assenti |
| N. Ozasa      |  |  |  |  |  | Statistiche assenti | Statistiche assenti | Statistiche assenti |
| Y. Saikusa    |  |  |  |  |  | Statistiche assenti | Statistiche assenti | Statistiche assenti |
| M. Seki       |  |  |  |  |  | Statistiche assenti | Statistiche assenti | Statistiche assenti |
| E. Takeda     |  |  |  |  |  | Statistiche assenti | Statistiche assenti | Statistiche assenti |
| K. Tominaga   |  |  |  |  |  | Statistiche assenti | Statistiche assenti | Statistiche assenti |
| N. Tsuchida   |  |  |  |  |  | Statistiche assenti | Statistiche assenti | Statistiche assenti |
| A. Yamagishi  |  |  |  |  |  | Statistiche assenti | Statistiche assenti | Statistiche assenti |
| S. Yoshimura  |  |  |  |  |  | Statistiche assenti | Statistiche assenti | Statistiche assenti |

P = presenze; PT = punti totali; AV = attacchi vincenti; MV = muri vincenti; BV = battute vincenti